# Расследование деятельности Tenet Media 2024 года
Tenet Media — американская правая медиакомпания, обвиняемая в продвижении российской пропаганды и получении российского финансирования, основанная крайне правой медиаактивисткой Лорен Чен и ее мужем Лиамом Донованом в январе 2022 года. В ней состояли шесть правых инфлюэнсеров: Мэтт Кристиансен, Тайлер Хансен, Бенни Джонсон, Тим Пул, Дэйв Рубин и Лорен Саузерн. Медиакомпания описывала себя как «сеть неортодоксальных комментаторов, которые фокусируются на западных политических и культурных проблемах».

## Тематика медиакомпании
По данным Министерства юстиции США, многие из видеороликов Tenet «содержат комментарии о событиях и проблемах в США (таких как иммиграция, инфляция), и о других темах, связанных с внутренней и внешней политикой. Хотя мнения, выраженные в видеороликах, неоднородны, большинством они поддерживают публично заявленные цели правительства России и RT — усилить внутренние разногласия в Соединенных Штатах».
В подкастах Tenet выступали многие известные деятели Республиканской партии, в том числе сопредседатель Национального комитета Республиканской партии Лара Трамп, директор Проекта 2025 Пол Дэнс, Вивек Рамасвами, Каш Патель и Кэри Лейк. На Tenet поднимались темы нелегальной иммиграции, заявлялось о предполагаемом расизме в отношении белых людей и о нарушении свободы слова (в частности в отношении Илона Маска), а также продвигались идеи отрицания изменения климата.
Примерно в феврале 2023 года Tenet пытались нанять двух популярных правых YouTube-блоггеров (с 2,4 миллионами и 1,3 миллионом подписчиков) для создания видеороликов. В итоге с ними был подписан контракт, и блоггеры, названные в обвинительном заключении Министерства юстиции «Комментатор-1» и «Комментатор-2», стали получать более 400 000 долларов в месяц каждый за создание политических видеороликов для Tenet. Согласно этому же заключению, двое обвиняемых представителя Tenet заказывали у этих блоггеров контент, обвиняющий Украину и США в террористической атаке на Crocus City Hall.

## Обвинение граждан России во влиянии на Tenet
4 сентября 2024 года Министерство юстиции США предъявило федеральные обвинения двум гражданам России за их предполагаемую связь с Tenet (В публичном обвинительном заключении компания упоминалась только как «Компания-1», но её описание позволило сотруднику Bellingcat идентифицировать её как Tenet). Согласно скупому на детали заключению, оба обвиняемых россиян являлись сотрудниками российской государственной медиакомпании RT. Им были предъявлены обвинения в отсутствии регистрации в качестве иностранного агента и вероятном переводе около 10 миллионов долларов в Tenet с целью «распространения контента на американскую аудиторию со скрытыми посылами от российского правительства».
Утверждается, что официальные основатели Tenet скрывали источник финансирования, создав вымышленную личность — богатого бельгийского спонсора «Эдуарда Григорьяна». Обвиняемые в спонсировании Tenet граждане России (Константин Калашников и Елена Афанасьева) к осени 2023 года также активно участвовали в повседневной деятельности медиакомпании, используя вымышленные имена и скрывая факт работы в российском издании RT. При этом в обвинительном заключении утверждается, что основатели Tenet в частнай переписке признали, что их «инвесторы» на самом деле были «русскими».
Генеральный прокурор Меррик Гарланд сказал, что Tenet «никогда не раскрывала влиятельным лицам или миллионам их подписчиков свои связи с RT и российским правительством». Прокуроры также утверждали, что передача 10 миллионов долларов была частью российской операции по отмыву денег.
Блоггеры Tenet не стали выступать в поддержку компании; «Нанятые компанией крайне правые инфлюэнсеры, включая Тима Пула, Бенни Джонсона и Дэйва Рубина, заявили, что они стали невольными „жертвами“ предполагаемой схемы».
После обвинительного заключения YouTube закрыл Tenet Media и другие каналы, которыми управлял Чен. До его удаления у Tenet было около 316 000 подписчиков. 5 сентября инфлюэнсер Tenet Тайлер Хансен объявил, что компания закрылась.

### Последствия
Администрация президента США Байдена заявила, что опубликованное обвинительное заключение станет частью более широкого процесса по противодействию масштабным попыткам российского правительства вмешаться в президентские выборы в США в 2024 году. Этот процесс включает введение санкций в отношении двух организаций и десяти физических лиц, а также арест 32 интернет-доменов.
В санкционный список были внесены:
- Сотрудники Russia Today:
  - Маргарита Симоньян, главный редактор RT.
  - Елизавета Бродская, заместитель главного редактора RT, отвечающая за контакты с российскими чиновниками.
  - Антон Анисимов, заместитель главного редактора RT.
  - Андрей Кияшко, заместитель директора RT по англоязычному информационному вещанию.
  - Константин Калашников, менеджер проектов цифровых медиа RT, работавший с Кияшко в начале 2022 года.
  - Елена Афанасьева, сотрудник отдела цифровых медиа RT, подотчётный перед Калашниковым.

- Группа хакеров RaHDit, состоящая из действующих и бывших офицеров российской разведки:
  - Алексей Гаращенко, глава RaHDit, был офицером ФСБ на момент начала руководства группой. Он взаимодействует с членами российских разведывательных и силовых служб, сотрудниками Администрации президента РФ и сотрудниками RT.
  - Анастасия Ермошкина, аффилирована с Гаращенко.
  - Александр Неженцев, администратор и разработчик киберинструментов, используемых ФСБ.

- АНО «Диалог» — российская некоммерческая организация, связанная с сетью дезинформации Doppelgänger («Двойник»).
  - Владимир Табак — генеральный директор АНО «Диалог». Согласно сообщению Минфина США, осенью 2022 года Табак должен был встретиться с российскими чиновниками и обсудить предполагаемый успех деятельности Doppelgänger, предоставив рекомендации по будущим проектам. ФБР конфисковало домены, связанные с АНО «Диалог».